# Medicinskt ultraljud
Medicinskt ultraljud eller sonografi är en ultraljudsbaserad bilddiagnostisk undersökningsmetod. Metoden används i medicinsk diagnostik och för att guida vissa ingrepp. Fördelar med metoden är att den är snabb och lättillgänglig, icke-invasiv och att patienten inte utsätts för joniserande strålning.

## Historik
Den första ultraljudsundersökningen utfördes i oktober 1953 av Hellmuth Hertz och Inge Edler  - ultraljudstekniken var vid denna tid ny och användes bl.a. för att kontrollera svetsar i fartygsskrov, men dessa pionjärer fick iden att använda tekniken för att undersöka en patients hjärta. 

## Princip
Tekniken bygger på att reflektion av ultraljud varierar mellan olika vävnader i kroppen. En prob som både sänder ut och registrerar de reflekterade ultraljudsvågorna anläggs mot kroppen för att genomföra undersökningen. I proben omvandlas ultraljudsvågorna till elektriska signaler som i sin tur av en dator omvandlas till video som i realtid visas upp på en monitor. 
Tekniken är densamma som för ekolod, att man via en piezoelektrisk givare (transducer) skickar in högfrekvent ljud i kroppen. Ljudet reflekteras i gränsskikt mellan olika vävnader (med olika ljudhastighet och akustisk impedans). Det reflekterade ljudet fångas sedan upp, vanligen i samma givare som sände ut signalen.
Valet av frekvens är en avvägning mellan spatial upplösning (bildupplösning) och penetration (hur djupt belägna strukturer man vill avbilda). Vanliga diagnostiska sonografiutrustningar arbetar i frekvenser 2–15 MHz. Ju djupare man vill undersöka desto lägre frekvens använder man, och hög frekvens ger bättre bildupplösning men fungerar bara till ett djup om några cm från huden.

## Modaliteter
Med hjälp av avancerad signalbehandling kan ultraljudsinformation presenteras på olika sätt - man kallar detta ultraljudsmodaliteter. Många modaliteter bygger på dopplereffekten: genom analys av hur reflekterat ljud förändrats i frekvens kan man få information om rörliga strukturer i olika delar av det undersökta området och denna information kan presenteras på olika sätt. Det finns även modaliteter som bygger på speckle tracking: genom att jämföra konsekutiva bilder kan maskinen följa hur punkter i bilden rör sig och dra slutsatser om rörelse och deformation.
- 2D eller B-mode (brightness) kallas den vanligast använda modaliteten som ger en tvådimensionell bild som representerar en skiva genom vävnaden, där vätska blir mörk, vävnad får olika nivåer av grått, kalk (och ben) ses som vita konturer, ofta med ekoskugga bakom.
- M-mode  - här presenteras rörliga strukturer på olika djup som ett svep längs en tidsaxel (kan även kombineras med dopplerinformation som så kallat färg-M-mode)
- Färgdoppler - (ibland CD - colour doppler) färgkodad information om rörelse i vävnaden (typiskt blod som rör sig i blodkärl) läggs till en 2D-bild, och man kan inom vissa gränser visa riktning och hastighet på blodflöde.
- Pulsad doppler - (ofta PW - pulsed wave) här fokuseras intresset på ett litet område i vävnaden (typiskt i hjärtat eller ett blodkärl) och flödesinformation från detta område presenteras på en tidsaxel.
- Kontinuerlig doppler - (ibland CW som i continuous wave) även här presenteras dopplerinformation på en tidsaxel, men man registrerar alla flöden /rörliga strukturer längs en linje i vävnaden och förlorar information om djup, i gengäld kan man mäta högre hastigheter.
- Vävnadsdoppler - här filtreras dopplerinformationen annorlunda så att man fokuserar intresse på vävnad, typiskt hjärtvägg som ger starkare signal men rör sig långsamt- denna information kan  i sin tur färgkodas eller presenteras på en tidsaxel.
- Strain - genom bearbetning av 2D-bildsekvenser kan man analysera små förändringar mellan konsekutiva bilder, och därmed få information om hur vävnaden deformeras, typiskt deformation i olika delar av hjärtväggen under en hjärtcykel - även denna information kan färgkodas eller ritas mot en tidsaxel.
- Duplex/Triplex  - används ibland som benämning på kombinationer av två respektive tre modaliteter (B-mode och en eller flera varianter av doppler).

## Tillämpningar
Sonografi gör det möjligt att ganska snabbt, enkelt och smärtfritt mäta storleken på olika organ, leta efter patologiska strukturer såsom blodproppar, tumörer, cystor, bedöma storlek och rörlighet på till exempel hjärtats olika delar (se även ekokardiografi), mäta flödeshastigheter i blodkärl och diagnostisera bihåleinflammation. Sonografi används också som vägledning vid invasiva ingrepp som kateterisering av blodkärl, riktade biopsier, tappningar och intrauterina transfusioner.

### Graviditetsultraljud
Inom mödravården görs en rutinmässig sonografi av foster under graviditeten, för att bland annat bestämma storlek på foster (som hjälp att tidsbestämma förlossning).

### Ekokardiografi
Sonografi av hjärtat används för att bedöma till exempel hjärtats pumpfunktion, hjärtklaffar och medfödda hjärtfel.

### Kärlsonografi
Kärlsonografi innebär ultraljudsundersökning av blodkärl, och används för att diagnostisera kärlsjukdomar såsom ateroskleros, artäremboli, ventrombos, venös insufficiens och vid utredning av halsartärer vid hotande stroke.

### Leverelastografi
Med hjälp av den ultraljudsbaserade shear wave elastografi-metoden (SWE)   kan levervävnadens stelhet mätas. Vid olika leversjukdomar utvecklas bindväv, fibros, i levern. Tidigare användes leverbiopsi som "golden standard", där en bit vävnad tas via ett stick i levern och patienten behöver ligga kvar på sjukhuset några timmar efter ingreppet. Med ultraljuds-baserad SWE kommer patienten fastande och undersöks polikliniskt. Till skillnad från metoden Fibroscan går SWE-teknik utmärkt att utföra på patienter med ascites och fetma eller övervikt. Jämfört med Fibroscan har den ultraljudsbaserade SWE-metoden visat sig mer tillförlitlig i två metastudier.

## Yrkesgrupper
Sonograf är en yrkesgrupp specialiserad på ultraljudsundersökningar. BMA ägnar sig på heltid åt ultraljud. I takt med att ultraljudsmaskiner genomgått teknologisk utveckling har upplösningen blivit så bra att även nerver går att visualisera. Därmed utförs ultraljudsundersökningar även av läkare inom många specialiteter såsom neurologer, kliniska fysiologer,  radiologer, kardiologer, kiropraktorer, fysioterapeuter, gynekologer, urologer, ögonläkare, gastroenterologer, akutläkare, neonatologer och allmänläkare/sköterskor (blåsvolym). I princip står det fritt att köpa in ultraljudsmaskin och utföra undersökningar. EFSUMB  beskriver utbildningskrav och undersökningsvolym som krävs för att utföra ultraljudsundersökningar tillförlitligt. Röntgensjuksköterskor som gått uppdragsutbildning (finns på KI) till sonograf utför därefter självständigt ultraljudsundersökningar samt skriver svar till egenhändigt utförda ultraljudsundersökningar, där även dränage och biopsier kan ingå. Befattningsbeskrivning för Sonograf är uppdelad i tre olika nivåer: bas, mellan och avancerad. Sonograf finns som yrkestitel i många andra länder, och finns även på vissa arbetsplatser i Sverige.